# Omar Denis Junior Bongo
Omar Denis Junior Bongo Ondimba dit Junior Bongo, né le 19 juillet 1994 à Libreville (Gabon), est un homme d'affaires gabonais. Issu des familles présidentielles Bongo et Nguesso, il est le fils de l'ancien président gabonais Omar Bongo et de l'ancienne Première dame Édith Bongo. Par sa mère, il est également le petit-fils du président congolais Denis Sassou-Nguesso. Il est le demi-frère d'Ali Bongo, président du Gabon de 2009 à 2023, et le cousin de Brice Oligui Nguema, officiellement président de la République gabonaise depuis le 3 mai 2025.
Junior Bongo occupe les fonctions de conseiller auprès de son grand-père, le président congolais, et dirige le groupe Yao Corp, dont la filiale Silicone Connect est active dans le secteur des télécommunications.

## Biographie

### Origines et famille
Junior Bongo est né le 19 juillet 1994 à Libreville, capitale de la République gabonaise. Il est le fils cadet du défunt président gabonais Omar Bongo et de l’ancienne Première dame Édith Bongo. Il est le petit-fils de Denis Sassou-Nguesso, père de cette dernière et président de la république du Congo. Il est issu d'une très grande fratrie de 54 enfants. Il est le frère cadet de Yacine Bongo et également le demi-frère de Pascaline Bongo, ancienne ministre des Affaires étrangères, Frédéric Bongo, ancien chef des renseignements et d'Ali Bongo, ancien président du Gabon (16 octobre 2009 - 30 août 2023). Il est cousin de Brice Oligui Nguema, président de la transition gabonaise à la suite du coup d’État du 30 août 2023, élu président en avril 2025 et investi en mai de la même année. Il compte aussi parmi ses proches parents Martin Bongo (cousin), ancien ministre des Affaires étrangères, ainsi que Noureddin Bongo Valentin (neveu), ancien coordinateur des affaires présidentielles, et Malika Bongo Ondimba (nièce), députée et ancienne conseillère spéciale du chef de l'État,,,.

### Parcours académique
Junior Bongo a suivi une formation universitaire dans des institutions prestigieuses du monde anglo-saxon. Après trois années d’études à l’université Harvard, il y obtient un Bachelor of Arts. Il poursuit ensuite son cursus à l’université d'Oxford, où il obtient un Master en sciences politiques et Études africaines en 2019,.

## Homme d'affaires
Discret sur ses activités économiques, Junior Bongo disposerait de participations dans plusieurs sociétés, notamment au sein de la holding familiale Delta Synergie, par l’intermédiaire du groupe Yao Corp, dont il est le président-directeur général et dont sa sœur Yacine Bongo et lui détiendraient 2,32 % des parts ,,.

### Yao Corp
Junior Bongo est le PDG de Yao Corp, un groupe dont la filiale Silicone Connect opère dans le secteur des télécommunications, notamment dans le déploiement de la fibre optique en république du Congo. Dans le cadre du développement de ses activités, il collabore étroitement avec Yves Castanou, directeur général de Congo Telecom, et Serge Pereira, président du groupe StartStone.
Le 25 septembre 2020, le ministère des Postes, des Télécommunications et de l’Économie numérique attribue à Yao Corp la concession dans la gestion du réseau de fibre optique aérienne de la société publique Énergie électrique du Congo (E²C). Cette décision suscite des critiques, notamment de la part des syndicats de fonctionnaires et des agents de Congo Télécom, qui dénoncent une absence de transparence dans la procédure ainsi que le risque de privatisation d’un secteur jugé stratégique. Le 11 novembre 2020, le ministre des Finances et du Budget, Calixte Nganongo, adresse une correspondance à son collègue des Télécommunications, Léon Juste Ibombo, pour signaler plusieurs irrégularités. Il y exprime des préoccupations concernant l’opacité du contrat, l’absence d’un cadre juridique clair pour la concession, ainsi que le manque d’informations sur la société Yao Corp, alors peu connue du secteur et du grand public,.

## Conseiller du Président congolais
Junior Bongo, conseiller de son grand-père le président congolais Denis Sassou-Nguesso, a contribué à rapprocher ce dernier du nouveau dirigeant gabonais Brice Oligui Nguema, dans le contexte postérieur au coup d’État d’août 2023.

## Positionnement politique
Junior Bongo a été aperçu à plusieurs reprises aux côtés de dirigeants africains tels que le président équato-guinéen Teodoro Obiang Nguema ou le président sénégalais Macky Sall. Une photographie largement relayée le montre également avec le président russe Vladimir Poutine Malgré ces apparitions, il adopte une attitude de réserve vis-à-vis de la scène politique gabonaise et n’a jamais exprimé publiquement de critiques envers le régime de son frère Ali Bongo Ondimba,.

### Rumeurs sur une ambition politique
Officiellement conseiller du président congolais Denis Sassou-Nguesso, Junior Bongo Ondimba est surtout actif dans les affaires. Bien qu’il n’ait jamais annoncé d’ambition présidentielle, Omar Denis Junior Bongo Ondimba est perçu par certains comme une figure montante au sein de la famille Bongo. Si une candidature venait à se concrétiser, elle se déroulerait dans un contexte de rivalités internes, notamment avec Frédéric Bongo, figure de l’appareil sécuritaire, et Nourredine Bongo Valentin, fils d’Ali Bongo, présenté comme le dauphin désigné,,.

### Relations avec le pouvoir gabonais
Après plusieurs années d’éloignement de la scène publique gabonaise, notamment depuis le décès de son père Omar Bongo en 2009, Junior Bongo  reprend progressivement le chemin de Libreville à partir de 2023, à la suite du coup d’État militaire ayant renversé Ali Bongo. Il s'était auparavant tenu à distance de la vie politique nationale, tout comme sa sœur Yacine Queenie Bongo Ondimba. Aucun des deux n'est mentionné sur le testament de leur père,.
Le 16 mai 2025, Junior Bongo assiste à la cérémonie d’investiture de Brice Clotaire Oligui Nguema. Sa présence dans les tribunes du stade de l’Amitié est remarquée par la presse, dans un contexte de transition politique majeure marqué par la fin du système du Parti démocratique gabonais (PDG), au pouvoir depuis 1968.

### Incident frontalier en avril 2021
Le 23 avril 2021, alors qu’il tente de se rendre à Franceville pour assister aux obsèques de son oncle Fidèle Andjoua, Junior Bongo est refoulé à la frontière entre le Congo et le Gabon. Sa délégation de 59 personnes (dont 20 militaires précurseurs du président Sassou-Nguesso) est interceptée par un important dispositif militaire gabonais, qui lui impose de ne passer qu’avec une dizaine de personnes. Refusant cette condition, il fait demi-tour. L'incident, largement médiatisé, alimente les tensions déjà latentes entre les autorités gabonaises et congolaises,,,.

### Soutien à un mouvement citoyen
Le 17 février 2021, en réaction aux mesures gouvernementales prises durant la pandémie de Covid-19, un mouvement de protestation pacifique surnommé « concert de casseroles » émerge au Gabon. Omar Denis Junior Bongo apporte publiquement son soutien à cette initiative en se filmant une casserole à la main. Ce geste, salué par une partie de l’opinion publique, n’empêche pas une répression du mouvement par les autorités. À la suite de cet épisode, plusieurs commentateurs évoquent de potentielles ambitions présidentielles de sa part.

## Affaire des «biens mal acquis»
Enjuin 2022, Omar Denis Junior Bongo fait l’objet d’une information judiciaire par la justice française dans le cadre de l’affaire dite des « biens mal acquis » impliquant plusieurs membres de la famille Bongo. La justice le met en cause pour avoir bénéficié, en connaissance de cause, d’une partie du patrimoine immobilier acquis illicitement par son père en France, dont la valeur est estimée à au moins 85 millions d’euros. Son avocat, Me Jean-Marie Viala, conteste ces accusations et rejette toute lecture morale de la procédure,,,. Depuis 2023, c'est Me Luc Brossollet qui est dorénavant en charge de la représentation légale de Junior Bongo et de sa soeur Yacine .

## Mariage
Selon Africa Intelligence, le mariage de Junior Bongo et de sa campagne Julia Otto Mbongo (fille du défunt opérateur économique Pierre Otto Mbongo) serait prévu pour la seconde moitié de l'année 2025. Des cérémonies sont attendues au Congo et au Gabon. L’événement, à la fois familial et protocolaire, devrait rassembler près d'un millier d'invités, dont plusieurs chefs d’État africains.